# Deutsche Schwimmmeisterschaften 1993
Die 105. Deutschen Meisterschaften im Schwimmen fanden vom 3. bis 6. Juni 1993 in der Schwimmhalle am Brauhausberg in Potsdam statt.
| Disziplin           | Männer           | Männer              | Männer | Frauen                | Frauen          | Frauen |
| Disziplin           | Name             | Verein              | Zeit   | Name                  | Verein          | Zeit   |
| ------------------- | ---------------- | ------------------- | ------ | --------------------- | --------------- | ------ |
| 50 m Freistil       | Mark Pinger      | SV Nikar Heidelberg |        | Franziska van Almsick | SC Berlin       |        |
| 100 m Freistil      | Christian Tröger | SV Würzburg 05      |        | Franziska van Almsick | SC Berlin       |        |
| 200 m Freistil      | Christian Keller | SG Essen            |        | Franziska van Almsick | SC Berlin       |        |
| 400 m Freistil      | Steffen Zesner   | SC Berlin           |        | Dagmar Hase           | SC Magdeburg    |        |
| 1500 m Freistil     | Jörg Hoffmann    | 1. Potsdamer SV     |        |                       |                 |        |
| 100 m Brust         | Timo Nolte       | SGS Hannover        |        | Sylvia Gerasch        | SGS Hannover    |        |
| 200 m Brust         | Thomas Müller    | Magdeburg           |        | Sylvia Gerasch        | SGS Hannover    |        |
| 100 m Rücken        | Tino Weber       | SV Halle            |        | Sandra Völker         | SG Hamburg      |        |
| 200 m Rücken        | Tino Weber       | SV Halle            |        | Cathleen Stolze       | SC Berlin       |        |
| 100 m Schmetterling | Christian Keller | SG Essen            |        | Franziska van Almsick | SC Berlin       |        |
| 200 m Schmetterling | Martin Herrmann  | SV Rhenania Köln    |        | Katrin Jäke           | SC DHfK Leipzig |        |
| 200 m Lagen         | Christian Keller | SG Essen            |        | Daniela Hunger        | Preussen Berlin |        |
| 400 m Lagen         | Patrick Kühl     | SC Magdeburg        |        | Petra Hausmann        | Hamburg         |        |